# Nella misura in cui
Nella misura in cui è un film del 1979 diretto da Piero Vivarelli.

## Trama
Un intellettuale di sinistra di mezza età, con un passato nella Repubblica Sociale Italiana, dopo la fine del secondo matrimonio con una donna di colore, si innamora di una giovanissima, fidanzata del figlio, e con lei fugge ai Caraibi. Finita la vacanza finisce anche l'amore.
Per certi versi il film è un'autobiografia del regista.